# عبدالرضا پهلوی
عبدالرضا پهلوی (۹ مهر ۱۳۰۳ – ۲۲ اردیبهشت ۱۳۸۳) هفتمین فرزند و چهارمین پسر رضاشاه و نخستین فرزند وی از عصمت دولتشاهی بود.

## زندگی‌نامه
او در ۹ مهر ۱۳۰۳ زاده شد و تحصیلات ابتدایی و مقدمات نظام را در تهران سپری کرد. سپس به همراه برادرش محمدرضا برای تحصیل به مدرسه «انستیتو لو روزه» سوییس فرستاده شد. پس از بازگشت به ایران در سال ۱۳۱۵ وارد مدرسه نظام و دانشکده افسری شد. او پس از برکناری و تبعید پدرش با او به آفریقای جنوبی رفت و پس از مرگ رضا شاه در سال ۱۳۲۳ برای ادامه تحصیل در رشته اقتصاد در دانشگاه هاروارد به آمریکا رفت.
او پس از پایان تحصیلات در سال ۱۳۲۶ به ایران بازگشت و علی‌رغم داشتن تحصیلات عالیه در رشته اقتصاد تنها سمت تشریفاتی ریاست افتخاری برنامه هفت ساله دولت به او سپرده شد. نامبرده در سال ۱۳۲۹ با پری‌سیما زند دختر ابراهیم زند (وزیر و استاندار دوره پهلوی) ازدواج کرد و از او صاحب دو فرزند به نام‌های کامیار و سروناز پهلوی شد. نزدیکان شاهپور عبدالرضا ابوالقاسم امینی مجدی و منوچهر ریاحی بودند.
او به دلیل مسایل خانوادگی و شخصی و اختلاف همسرش پری سیما زند با شاه از دربار دوری می‌جست و بیشتر خود را صرف شکار و تاکسیدرمی حیوانات و کشاورزی مکانیزه و رسیدگی به زمین‌های کشاورزی ۳۷۰۰ هکتاری خود در دشت ناز ساری می‌کرد. عبدالرضا پهلوی همچنین چندین دوره ریاست مجمع جهانی حفاظت از حیات وحش را به عهده گرفت.
او پس از انقلاب ایران در سال ۱۳۵۷ به همراه خانواده‌اش کشور را ترک کرد و هیچ‌کس از محل زندگی او اطلاعی نداشت و حتی معروف بود که نام خانوادگی خود را هم تغییر داده است و سرانجام در سال ۲۰۰۴ در فلوریدا درگذشت. او از فعالان ایجاد تعادل بین شکار و گروه‌های سبز بود. کتاب خاطرات شکار وی توسط سافاری پرس منتشر شده است.